# Raft (roman)
Raft  (Pluta) este un roman hard științifico-fantastic al scriitorului britanic Stephen Baxter. A apărut prima dată în 1991 la editura Grafton. Este romanul de debut al lui Baxter și primul din seria Xeelee Sequence. A fost nominalizat în 1992 la  Premiul Arthur C. Clarke și Premiul Locus pentru cel mai bun roman - debut.

## Cadru
Romanul este o versiune elaborată a povestirii omonime din 1989. Povestirea urmărește un grup de oameni care au intrat accidental într-un univers alternativ în care forța gravitațională este mult mai puternică decât a noastră, de „miliarde” de ori mai puternică. Planete nu există, deoarece s-ar prăbuși imediat sub propria lor gravitate; stelele au o mărime de doar un kilometru și au o durată de viață extrem de scurtă, devenind miezuri răcite de o sută de metri lățime cu o greutate de suprafață de cinci g. Corpurile oamenilor au un câmp gravitațional „respectabil” în sine. Există și „chimia gravitică”, unde gravitația este forța dominantă la scara atomică.

## Prezentare
Cele câteva mii de oameni supraviețuiesc într-o nebuloasă de aer relativ respirabil, în comunități divizate. Societatea este extrem de stratificată, elita trăind pe „Raft” (rămășițele navei stelare unde se află aproape toată tehnologia înaltă), muncitori/mineri care trăiesc pe diferite lumi „Belt” (centuri unde exploatează miezuri stelare arse) și „Boneys”, o bandă nomadă de „nemenționabili” care trăiesc în lumi create din cadavre.
Nu este detaliat în mod direct cum au ajuns oamenii în acest univers, dar indicii din povestire dezvăluie faptul că nava Raft a venit printr-o ruptură din universul nostru în această realitate alternativă. Povestirea originală, scrisă tot de Stephen Baxter, oferă mai multe informații despre modul în care au sosit oamenii, „acum cinci sute de ani, o mare navă de război - urmărind un adversar uitat - a alunecat printr-un portal. O poartă. A părăsit propriul univers și a ajuns aici.” O întrezărire asupra unui univers cu gravitație ridicată apare și în cartea Ring, ceea ce înseamnă că oamenii din Raft provin din universul principal al secvenței Xeelee, cu toate că perioada din care au plecat nu este clară.
Universul alternativ în care trăiesc oamenii are aceleași legi ca și în universul nostru, cu excepția faptului că are o constantă gravitațională care este cu câteva ordine de mărime mai mare decât propriul nostru univers.
Fizica universului alternativ a transformat încet nebuloasa într-un mediu din ce în ce mai ostil, iar oamenii, împreună cu speciile bizare native, suferă efectele colapsului mediului.

## Vezi și
- Listă de ficțiuni cu călătorii în timp
- 1991 în științifico-fantastic

## Legături externe
- "Raft", at Worlds Without End.
- Original short story "Raft".
- en  Istoria publicării lucrării Raft la Internet Speculative Fiction Database